# S/2011 J 2
S/2011 J 2 je přirozený satelit planety Jupiter. Byl objeven Scottem Sheppardem v roce 2011. Fotografie nově objeveného měsíce byly pořízeny pomocí teleskopu Magellan-Baade v observatoři Las Campanas v Chile. Je to nepravidelně tvarovaný měsíc na retrográdní orbitě. Objevení S/2011 J 2 zvedlo počet měsíců obíhajících okolo Jupiteru na 67. Je to jeden z vnějších retrográdních objektů obíhajících okolo Jupitera.